# Drosophila spuricurviceps
Drosophila spuricurviceps este o specie de muște din genul Drosophila, familia Drosophilidae, descrisă de Zhang și Gan în anul 1986. Conform Catalogue of Life specia Drosophila spuricurviceps nu are subspecii cunoscute.